# Austrocarina recta
Austrocarina recta é uma espécie de gastrópode, pertencente a família Horaiclavidae.